# Come into My Cellar
Come into My Cellar (en español Entra en mi sótano), también llamado Boys! Raise Giant Mushrooms in Your Cellar! (en español ¡Muchachos! ¡Cultiven hongos gigantes en el sótano!), es un cuento del escritor estadounidense Ray Bradbury. Adaptado como guion, apareció en la serie televisiva  Alfred Hitchcock Presenta (Special Delivery, 1959) y fue 
publicado en la revista Galaxy Magazine en octubre de 1962. Fue incluido en las antologías Las maquinarias de la alegría (1964), S is for Space (1966) y The Stories of Ray Bradbury (1980).

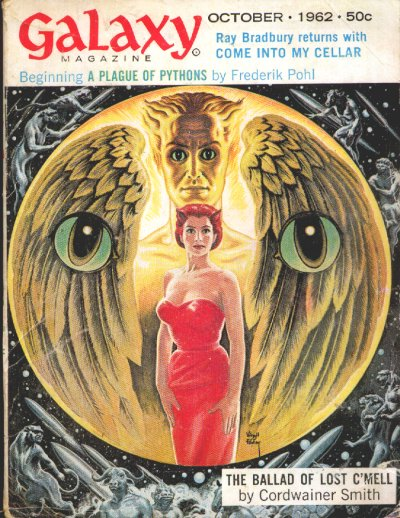
Portada de Galaxy Magazine de octubre de 1962

## Argumento
La historia trata sobre una invasión alienígena en forma de hongos que se apoderan del cuerpo y la voluntad de quien los consume, y se dispersan enviando a nuevas víctimas paquetes de Entrega Especial con hongos para cultivar en el sótano y después consumir.
Bradbury mencionó que tuvo la idea de la historia mientras comía filete con champiñones con un grupo de editores, quienes rieron y bromearon cuando les contó la ocurrencia:

"I was eating steak and mushrooms with a group of editors from a magazine. I said: “What if these mushrooms are creatures from another world, which landed in the deep South and grew up in a swamp! When we eat them we become monsters, and take over the Earth.”  They all laughed at the idea, but I thought it was great. I wrote it as a story and sold it to a Hitchcock series. I sent them all a copy of it when it was published…as far as I know we have all been off mushrooms ever since".
Traducción

Estaba comiendo filete con champiñones con un grupo de editores de una revista. Les dije: "¿Y si estos hongos fueran criaturas de otro mundo, que llegaron al sur profundo y crecieron en un pantano? Cuando los comemos, nos convertimos en monstruos y nos adueñamos de la Tierra". Todos se rieron de la idea, pero a mí me pareció genial. Lo escribí como un cuento y lo vendí a una serie de Hitchcock. Les envié una copia cuando se publicó... que yo sepa, todos hemos dejado de consumir hongos desde entonces.

## Adaptaciones
Ray Bradbury escribió para la serie de televisión Alfred Hitchcock Presents el guion, basado en el cuento, del episodio titulado  Special Delivery, emitido el 29 de noviembre de 1959 (T5 E10).

Narciso Ibáñez Serrador (Luis Peñafiel) adaptó la historia para la serie Historias para no dormir. El episodio, titulado La bodega, fue dividido en  dos partes emitidas en TVE el 18 y el 25 de febrero de 1966.
El propio Bradbury adaptó la historia para la serie televisiva The Ray Bradbury Theater. El episodio titulado Boys! Raise Giant Mushrooms in Your Cellar! fue emitido el 17 de noviembre de 1989. Dirigido por David Brandes, estuvo protagonizado por Charles Martin Smith, Marc Reid y Patricia Phillips.
En 1992 se publicó un libro de historias gráficas, basadas en cuentos de Bradbury, titulado The Ray Bradbury Chronicles #2. En él aparece la historia titulada Come into My Cellar, obra del artista Dave Gibbons.